# La guerra di guerriglia
La guerra di guerriglia (in spagnolo La Guerra de Guerrillas) è un libro del rivoluzionario comunista e guerrigliero argentino Ernesto 'Che' Guevara (1928-1967), scritto dopo la Rivoluzione Cubana (1953-1959) e pubblicato nel 1961. Divenne presto il libro guida per migliaia di guerriglieri di molti Paesi del mondo. Il libro attinge all'esperienza personale di Guevara come soldato guerrigliero durante la Rivoluzione Cubana, generalizzandola per i lettori in modo che essi potessero intraprendere azioni di guerriglia di successo nel contesto dei loro rispettivi Paesi d'origine.

## Il testo
Guevara scrisse il libro come un manuale sulla tattica della guerriglia ed in particolare sulla teoria del foco per altri movimenti rivoluzionari in America Latina, Africa e Asia, ma il libro fu studiato anche dalle scuole militari contro-rivoluzionarie. Nonostante molti vedano dei parallelismi tra La guerra di guerriglia e il libro di Mao Tse-tung (1893-1976) Sulla guerra di lunga durata, Guevara sostenne di non aver mai letto il libro del leader cinese, bensì di aver tratto spunto dall'esperienza della Rivoluzione Cubana e da due libri, Nuevas guerras e Medicina contra invasión, risalenti alla Guerra Civile Spagnola (1936-1939), che sottolineavano l'importanza della motivazione politica e dei metodi di organizzazione della guerriglia.
La guerra di guerriglia identifica le ragioni, i prerequisiti e le metodologie della guerriglia. La ragione principale per condurre una guerriglia all'interno di un Paese è perché tutti i mezzi civili, pacifici e legali per ricorrere contro le ingiustizie sono stati esauriti, come era nella dittatura di Fulgencio Batista (1901-1973) a Cuba.  

Il prerequisito più importante per condurre una guerriglia efficace in un Paese è un ampio sostegno popolare all'esercito di guerriglia. Guevara affermò che il successo della Rivoluzione Cubana fornì tre lezioni: forze armate popolari possono vincere una guerra contro un esercito regolare; le guerriglie possono creare le proprie condizioni favorevoli (non essendo necessario aspettare che tutte le condizioni ideali prendano forma); nelle parti sottosviluppate delle Americhe, il luogo di operazione di base per un esercito di guerriglia è la campagna. 

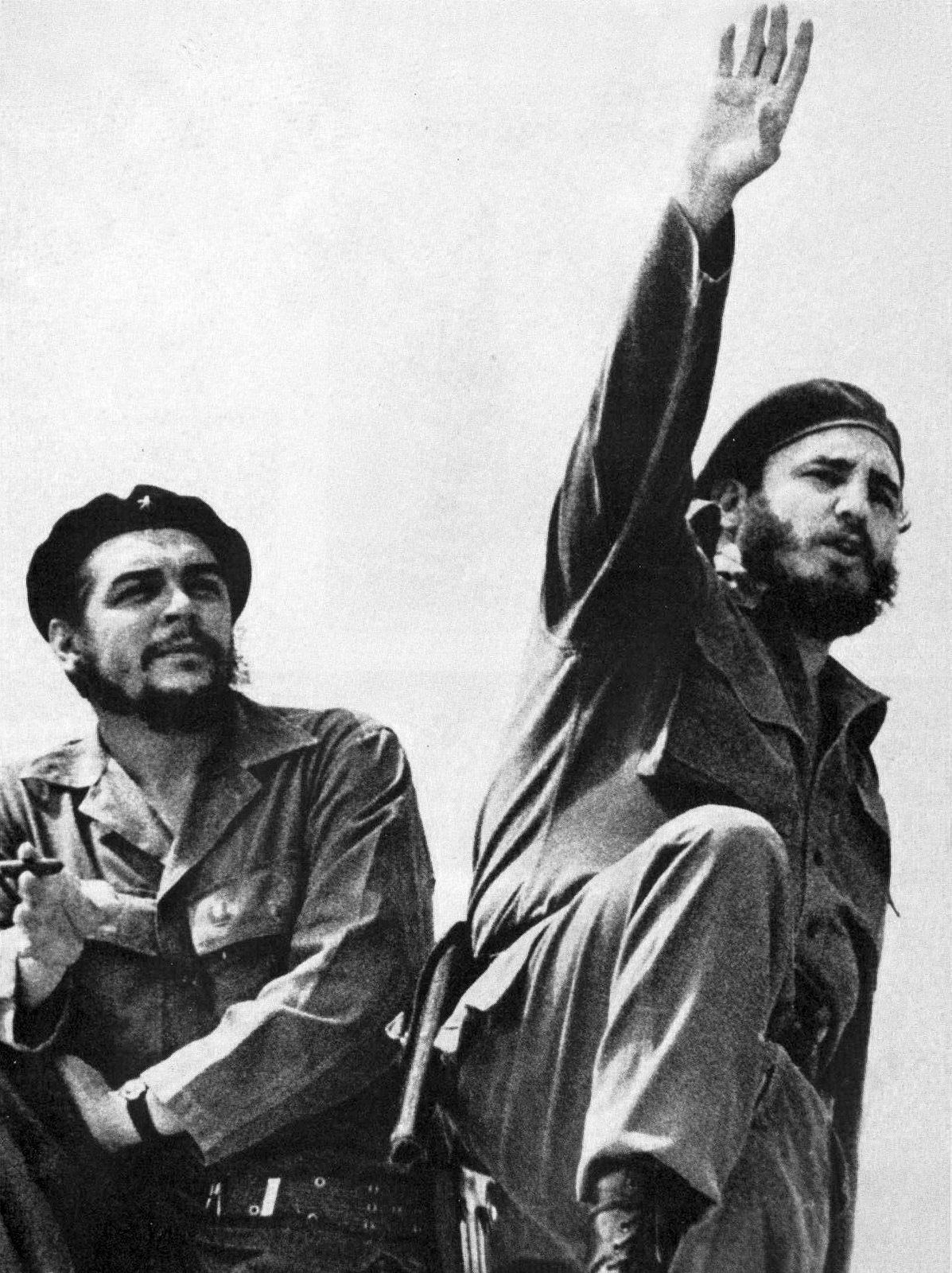
'Che' Guevara e Fidel Castro nel 1961.

Guevara dedicò il libro al suo compagno Camilo Cienfuegos (1932-1959) deceduto poco prima della pubblicazione, «che lo avrebbe dovuto leggere e rivedere, se un destino crudele non glielo avesse impedito».